# Unguja Sud et Central
Unguja Sud et central (en anglais Unguja South and Central ; en swahili Kusini Unguja) est une région de la Tanzanie. Elle comprend l'est et le sud de l'île d'Unguja, île principale de l'archipel de Zanzibar.

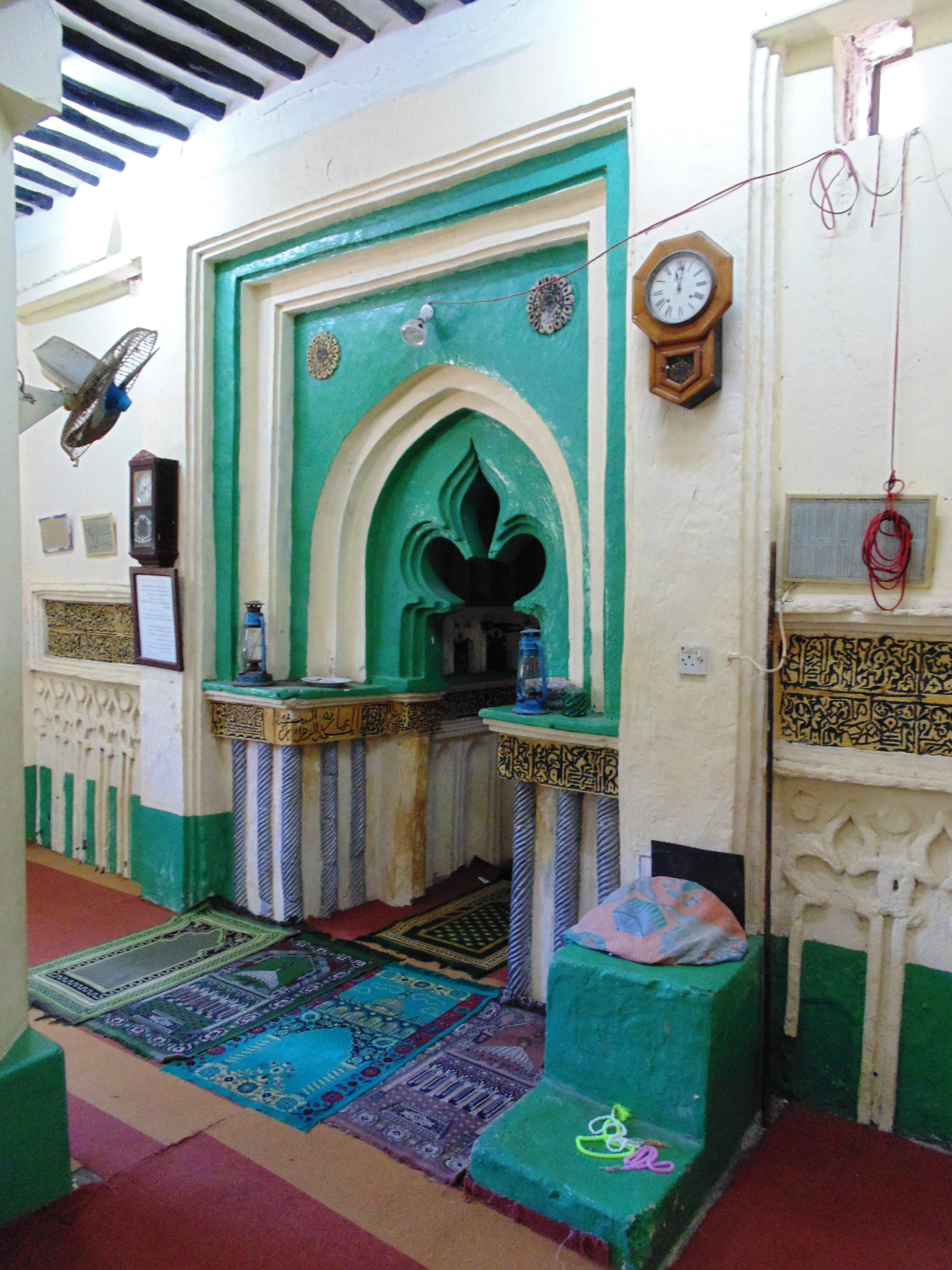
Mosquée de Kizimkazi